# José Fonseca y Mendoza

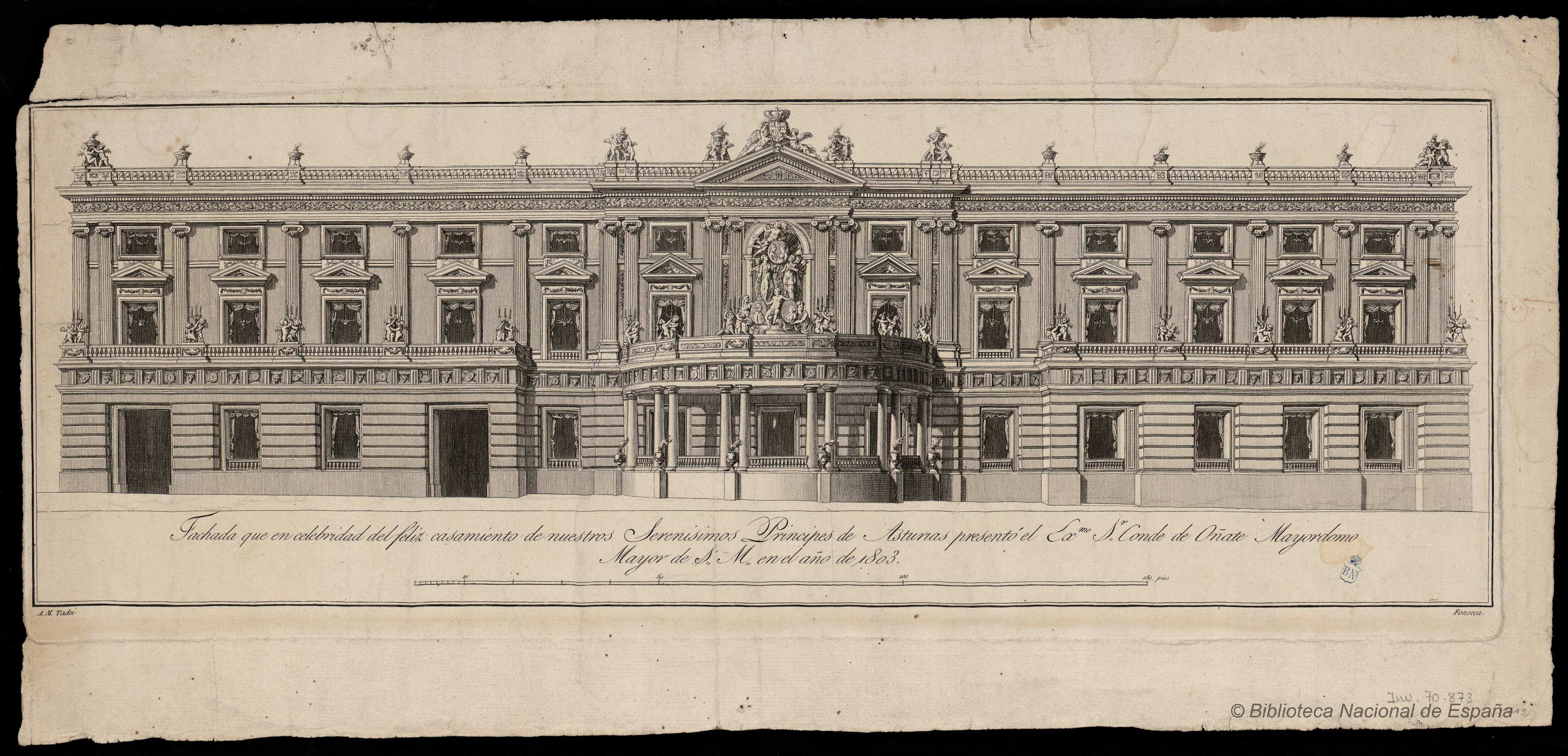
José de Fonseca según A. M. Tadei: Adorno de la fachada de la casa de los condes de Oñate. Inscripción: «Fachada que en celebridad del feliz casamiento de nuestros Serenísimos Príncipes de Asturias presentó el Ex^{mo}. S.^{r} Conde de Oñate Mayordomo Mayor de S. M. en el año de 1803». Aguafuerte. Biblioteca Nacional de España.

José Fonseca y Mendoza (Colmenar Viejo, 1774-después de 1812) fue un grabador español.

## Biografía y obra
Nacido en Colmenar Viejo (Madrid), se formó en la Real Academia de Bellas Artes de San Fernando donde encontró la protección de Tomás López Enguídanos, por cuya mediación se le encomendó la realización de cuatro grabados para el tomo sexto  de los Icones et descriptione plantarum de Antonio José Cavanilles.
En 1790 grabó para la Librería de Antonio Baylo de Madrid una colección facticia de asuntos bíblicos empleada en la ilustración de diversas ediciones de la Biblia Vulgata impresas en Valencia (1791-1793) y Madrid (1794). Colaboró también en obras colectivas, como el Compendio de la Historia de España de Luis Anquetil, Madrid, Imprenta Real, 1806, y el Viaje arquitectónico-antiquario de España de José Ortiz, autor de los dibujos, Imprenta Real, 1807, obras en las que trabajó de nuevo con Tomás López Enguídanos, o la Historia de la conquista de México de Antonio de Solís, 1788-1789. Suyas son las ilustraciones de los Idilios y El primer navegante de Salomón Gessner, imprenta de Sancha, 1797, y el retrato de Lope de Vega incorporado al frente del Tratado histórico sobre el origen y progresos de la comedia y del histrionismo en España de Casiano Pellicer, Madrid, Imprenta del Real Arbitrio de la Beneficencia, 1804.
Grabó también estampas sueltas de devoción, como la imagen del Cristo del Olvido en su altar de la iglesia parroquial de Orgaz o la Institución de la Eucaristía según invención de Mariano Salvador Maella, estampa abierta a devoción de la Real y primitiva Congregación del alumbrado y vela continua de los Santos Sagrarios. También se le conocen una baraja española, de la que existe un juego completo en el Gabinete de Estampas del Museo de Historia de Madrid, firmado el cuatro de bastos «J.J. Ruiz inbº J. Altarriba del.º / J. Fonseca las g.º», y grabados de arquitectura, como el Adorno de la fachada de la casa de los condes de Oñate con motivo de la boda de Fernando VII y María Antonia de Nápoles (1803), además del Plano de Madrid dividido en doce cuarteles, 1812.